# Lac des Vernets de Galaure
Le lac des Vernets de Galaure se trouve sur les communes de Saint-Barthélemy-de-Vals et de Saint-Uze.

## Présentation
Le lac des Vernets a une superficie d'environ 4,5 ha entouré d'un parc de 11 ha. Il dispose d'une plage, de différentes aires de jeux, d'un parcours sportif et d'un snack. 
En pleine saison:
- le snack est ouvert
- l'accès et la baignade sont surveillés
- le parc aquatique gonflable est accessible
- Barbecue interdit

Généralement la pleine saison débute durant la dernière quinzaine de juin et se termine fin août.
En basse saison, l'accès au lac est libre suivant les horaires d'ouverture. La pêche est autorisée en basse saison. 
Le lac est géré par le SIVU "Les Vernets de Galaure". Il est constitué d'élus des communes de Saint-Barthélemy-de-Vals et de Saint-Uze.

## Événements
Pour le lancement de la saison, un feu d'artifice est généralement organisé sur la dernière quinzaine de juin. 
Durant l'été, plusieurs marchés de plein airs et concerts sont organisés. 
Un triathlon est organisé chaque année en juillet au lac et en dehors. 